# Quemusia aquilonia
Quemusia aquilonia is een spinnensoort uit de familie Desidae. De soort komt voor in Queensland.